# Demokratische Front für die Wiedervereinigung des Vaterlandes
Die Demokratische Front für die Wiedervereinigung des Vaterlandes war eine Zwangskoalition aus mehreren Parteien in Nordkorea unter Führung einer kommunistischen Einheitspartei, der Partei der Arbeit Koreas (PdAK). Sie wurde am 22. Juli 1946 gegründet.

## Organisation
Die Demokratische Front besteht aus der Partei der Arbeit Koreas und aus zwei weiteren Blockparteien, nämlich der Koreanischen Sozialdemokratischen Partei (KSDP) und der Partei der Jungen Freunde der Chŏndo-Religion. Auch die nordkoreanischen Massenorganisationen sind Mitglieder der Demokratischen Front.
Diese Parteien bilden somit eine Einheitsfront, auch Nationale Front genannt. Eine Opposition existiert nicht. Nordkorea ist somit trotz der drei Parteien de facto ein Einparteiensystem.

## Mitglieder

### Politische Parteien
| Partei                                 | Emblem | Koreanischer Name                     | Ausrichtung      | Gründung         | Quellen     |
| -------------------------------------- | ------ | ------------------------------------- | ---------------- | ---------------- | ----------- |
| Partei der Arbeit Koreas               |        | 조선로동당 Chosŏn Rodongdang          | Juche Songun     | 29. Juli 1946    | [ 4 ] [ 5 ] |
| Koreanische Sozialdemokratische Partei |        | 조선사회민주당 Chosŏn Sahoe Minjudang | Sozialdemokratie | 3. November 1945 | [ 6 ] [ 5 ] |
| Chondoistische Ch’ŏngu-Partei          |        | 천도교청우당 Ch'ŏndogyo Ch'ŏngudang   | Ch’ŏndogyo       | 18. Februar 1946 | [ 7 ] [ 5 ] |

### Massenorganisationen
| Organisation                                | Emblem | Koreanischer Name    | Gründung          | Quellen       |
| ------------------------------------------- | ------ | -------------------- | ----------------- | ------------- |
| Sozialistischer Patriotischer Jugendverband |        | 사회주의애국청년동맹 | 17. Januar 1946   | :391          |
| Sozialistische Frauenliga Koreas            |        | 조선사회주의녀성동맹 | 18. November 1945 | :309          |
| Allgemeiner Bund der Gewerkschaften Koreas  |        | 조선직업총동맹       | 30. November 1945 | :389          |
| Gewerkschaft der Agrikulturarbeiter Koreas  |        | 조선농업근로자동맹   | 31. Januar 1946   | :389          |
| Korps der Jungen Pioniere                   |        | 조선소년단           | 6. Juni 1946      | :929          |
| Koreanische Gewerkschaft der Journalisten   |        | 조선기자동맹         | 10. Februar 1946  | [ 8 ] [ 9 ]   |
| Koreanischer Bund für Literatur und Kunst   |        | 조선문학예술총동맹   | 25. März 1946     | [ 8 ]         |
| Koreanischer Christlicher Bund              |        | 조선그리스도교연맹   | 28. November 1946 | [ 10 ] [ 11 ] |